# Little League World Series 1999
Koordinaten: 41° 13′ 45″ N, 77° 0′ 2″ W
Die Little League World Series 1999 war die 53. Austragung der Little League Baseball World Series, einem internationalen Baseballturnier für Knaben zwischen 11 und 12 Jahren. Gespielt wurde in South Williamsport.

## Teilnehmer
| Vereinigte Staaten                 | International                                |
| ---------------------------------- | -------------------------------------------- |
| Toms River, New Jersey Region Ost  | Ramstein Air Base, Deutschland Region Europa |
| Phenix City, Alabama Region Süd    | Hirakata, Japan Region Ferner Osten          |
| Boise, Idaho Region West           | Victoria, British Columbia Region Kanada     |
| Brownsburg, Indiana Region Zentral | Yabucoa, Puerto Rico Region Lateinamerika    |

## Ergebnisse
Die Teams wurden in zwei Gruppen eingeteilt. Jeder spielte gegen Jeden in seiner Gruppe, die beiden Ersten spielten gegeneinander den Finalplatz aus.

### Vorrunde

#### Gruppe Vereinigte Staaten
| Platz | Region  | W | L | %     |
| ----- | ------- | - | - | ----- |
| 1.    | Ost     | 3 | 0 | 1.000 |
| 2.    | Süd     | 2 | 1 | 0.667 |
| 3.    | West    | 1 | 2 | 0.333 |
| 4.    | Zentral | 0 | 3 | 0.000 |

| Datum      | Begegnung | Begegnung | Begegnung | Ergebnis |
| ---------- | --------- | --------- | --------- | -------- |
| 22. August | Süd       | –         | Ost       | 0:6      |
| 23. August | Süd       | –         | Zentral   | 5:4      |
| 23. August | West      | –         | Ost       | 0:4      |
| 24. August | Zentral   | –         | Ost       | 1:3      |
| 24. August | West      | –         | Süd       | 0:12 (5) |
| 25. August | West      | –         | Zentral   | 2:0      |

#### Gruppe International
| Platz | Region        | W | L | %     |
| ----- | ------------- | - | - | ----- |
| 1.    | Lateinamerika | 3 | 0 | 1.000 |
| 2.    | Ferner Osten  | 2 | 1 | 0.667 |
| 3.    | Kanada        | 1 | 2 | 0.333 |
| 4.    | Europa        | 0 | 3 | 0.000 |

| Datum      | Begegnung     | Begegnung | Begegnung     | Ergebnis |
| ---------- | ------------- | --------- | ------------- | -------- |
| 22. August | Kanada        | –         | Ferner Osten  | 3:7      |
| 23. August | Kanada        | –         | Lateinamerika | 4:6      |
| 23. August | Europa        | –         | Ferner Osten  | 2:5      |
| 24. August | Lateinamerika | –         | Ferner Osten  | 3:1      |
| 24. August | Europa        | –         | Kanada        | 3:5      |
| 25. August | Lateinamerika | –         | Europa        | 16:3     |

### Finalrunde
|  | US und Intern. Finale                           | US und Intern. Finale                           |              |     | Weltmeisterschaft | Weltmeisterschaft |
|  |                                                 |                                                 |              |     |                   |                   |
|  | 26. August                                      |                                                 |              |     |                   |                   |
|  | IN2 Ferner Osten                                | 12                                              |              |     |                   |                   |
|  | IN1 Lateinamerika                               | 2                                               |              |     | 28. August        | 28. August        |
|  |                                                 |                                                 | Ferner Osten | 5   |                   |                   |
|  | 26. August (wegen Regens am 27. August beendet) | 26. August (wegen Regens am 27. August beendet) |              | Süd | 0                 |                   |
|  | US2 Süd                                         | 3                                               |              |     |                   |                   |
|  | US1 Ost                                         | 2                                               |              |     |                   |                   |
|  |                                                 |                                                 |              |     |                   |                   |